# Ladlapur, Chitapur
Ladlapur là một làng thuộc tehsil Chitapur, huyện Gulbarga, bang Karnataka, Ấn Độ.